# Futuristic imagination
「futuristic imagination」（フューチャリスティック イマジネイション）は、日本のバンド・school food punishmentのメジャーデビューシングル。

## 解説
インディーズレーベルからミニアルバム3本と配信限定シングル1枚をリリースした後にエピックレコードジャパンからリリースされたメジャーデビュー作品。
初回限定生産盤はミュージック・ビデオやライブ映像の収録されたDVDとの2枚組となり、タイアップとなったテレビアニメ『東のエデン』のオリジナル絵柄ワイドキャップステッカー仕様およびステッカー封入の特典付。『東のエデン』関連特典は通常盤の初回プレス生産分にも付属した。

## 収録曲
全曲　作詞：内村友美　作曲：school food punishment
1. futuristic imagination
編曲：school food punishment・江口亮（Stereo Fabrication of Youth）、弦編曲：江口亮・村山達哉
フジテレビ系『ノイタミナ』枠内放送アニメ『東のエデン』エンディングテーマ
スペースシャワーTV『WE!TV』2009年6月度オープニングテーマ
2. flat
編曲：school food punishment・江口亮
3. you may crawl -Takkyu Ishino Remix-
リミキサー：Takkyu Ishino
2007年にインディーズで発表したミニアルバム『air feel, color swim』収録のリードトラック「you may crawl」の、電気グルーヴのメンバーである石野卓球によるリミックスバージョン。